# Peniophora spathulata
Peniophora spathulata är en svampart som beskrevs av Sang H. Lin & Z.C. Chen 1990. Peniophora spathulata ingår i släktet Peniophora och familjen Peniophoraceae.   Inga underarter finns listade i Catalogue of Life.